# Шищевец
Шѝщевец (на албански: Shishtavec, нашински Shishtejec) е най-голямото горанско село в Албания, в албанската част на областта Гора, част от община Кукъс.

## География
Разположено е в Североизточна Албания на около 1300 m надморска височина между планините Коритник, Галаич и Шар.

## Демография
Шищевец има 300 къщи и 1800 жители. Мнозинството от жителите на Шищевец са горани, славяноговорещо население, което изповядва исляма. В селото има гимназия, прогимназия и начално училище.

## История
Според твърдения на местни жители, предците им са потомци на богомили.
Васил Кънчов отбелязва през 1900 година Шищевец сред селата в Гора, населени от българи мохамедани, наричани торбеши. Броят на къщите е 200.
След Междусъюзническата война селото попада в Албания. Според Стефан Младенов в 1916 година Шѝштевец е българско село с 200 къщи.
На етническата си карта на Северозападна Македония в 1929 година Афанасий Селишчев отбелязва Шишщевец като българско село.
В рапорт на Сребрен Поппетров, главен инспектор-организатор на църковно-училищното дело на българите в Албания, от 1930 година Шишковец е отбелязано като село с 200 къщи българи мохамедани.
До 2015 година селото е център на община Шищевец.